# Kediri (Königreich)
Das Königreich Kediri (auch bekannt als Panjalu oder Kadiri, javanisch: ꦥꦚ꧀ꦗꦭꦸ) war von 1042 bis 1222 ein hindu-buddhistisches javanisches Königreich mit Sitz in Ostjava. Dieses Königreich hat seinen Mittelpunkt in der antiken Stadt Dahanapura, obwohl es an archäologischen Überresten aus der Zeit von Kediri mangelt, gab es große Entwicklung in der klassischen Literatur. Es wird angenommen, dass die Hauptstadt des Königreichs im westlichen Teil des Brantas-Flusstals, irgendwo in der Nähe der modernen Stadt Kediri im  Regierungsbezirk Kediri, liegt.

Das Königreich Kediri im Jahre 1042

## Gründung Kediris

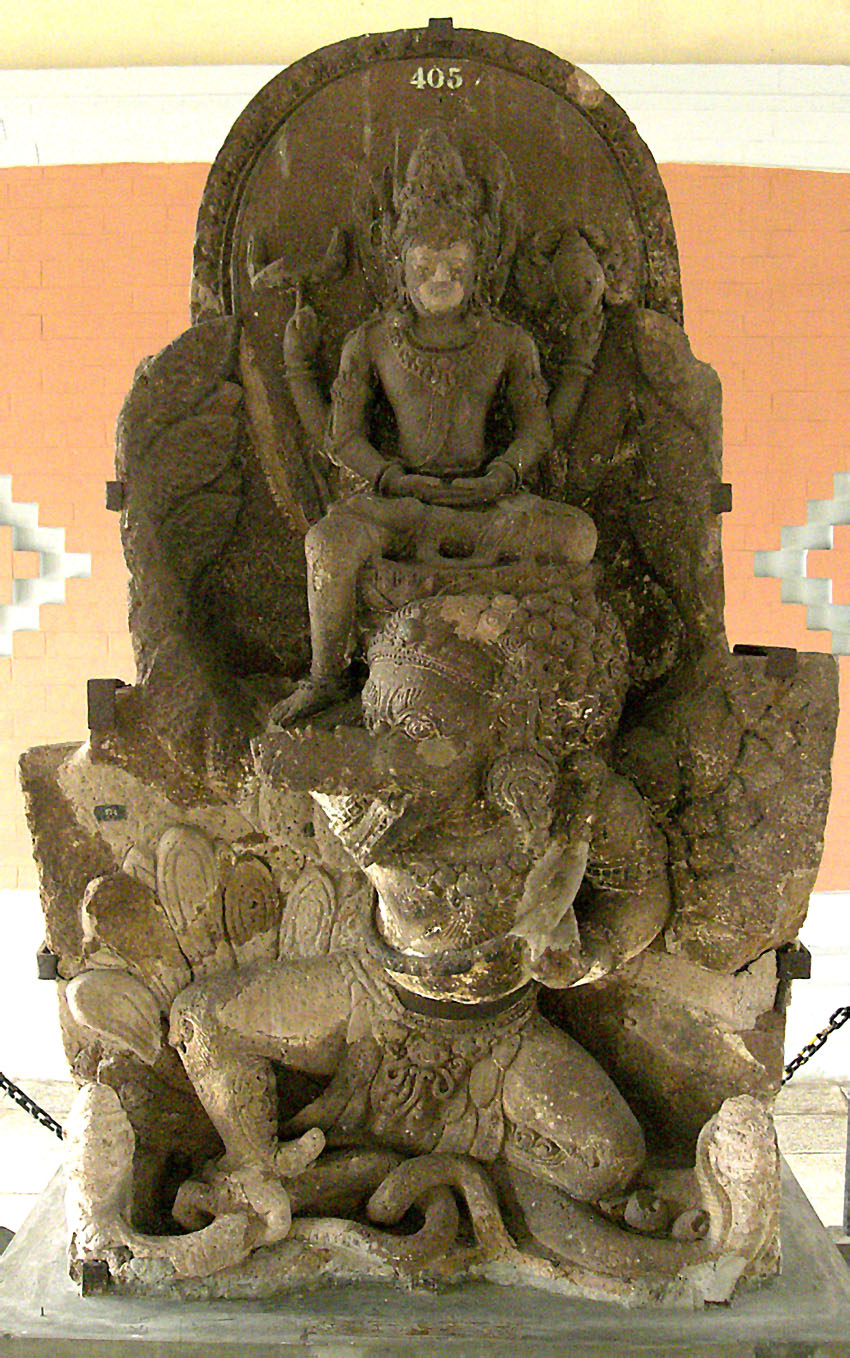
Airlanggas Verkörperung als Vishnu einen Garuda reitend, aufgefunden in Belahan, Sammlung des Trowulan Museums, Ostjava.

Das Königreich Kediri ist der Nachfolger des Königreichs Kahuripan von Airlangga und gilt als Fortsetzung der Isyana-Dynastie auf Java. Im Jahr 1042 teilte Airlangga sein Königreich Kahuripan in zwei Teile, Janggala und Panjalu (Kediri), und dankte zugunsten seiner Söhne ab, um als Asket zu leben. Er starb sieben Jahre später.

## Beziehungen zu Nachbarreichen

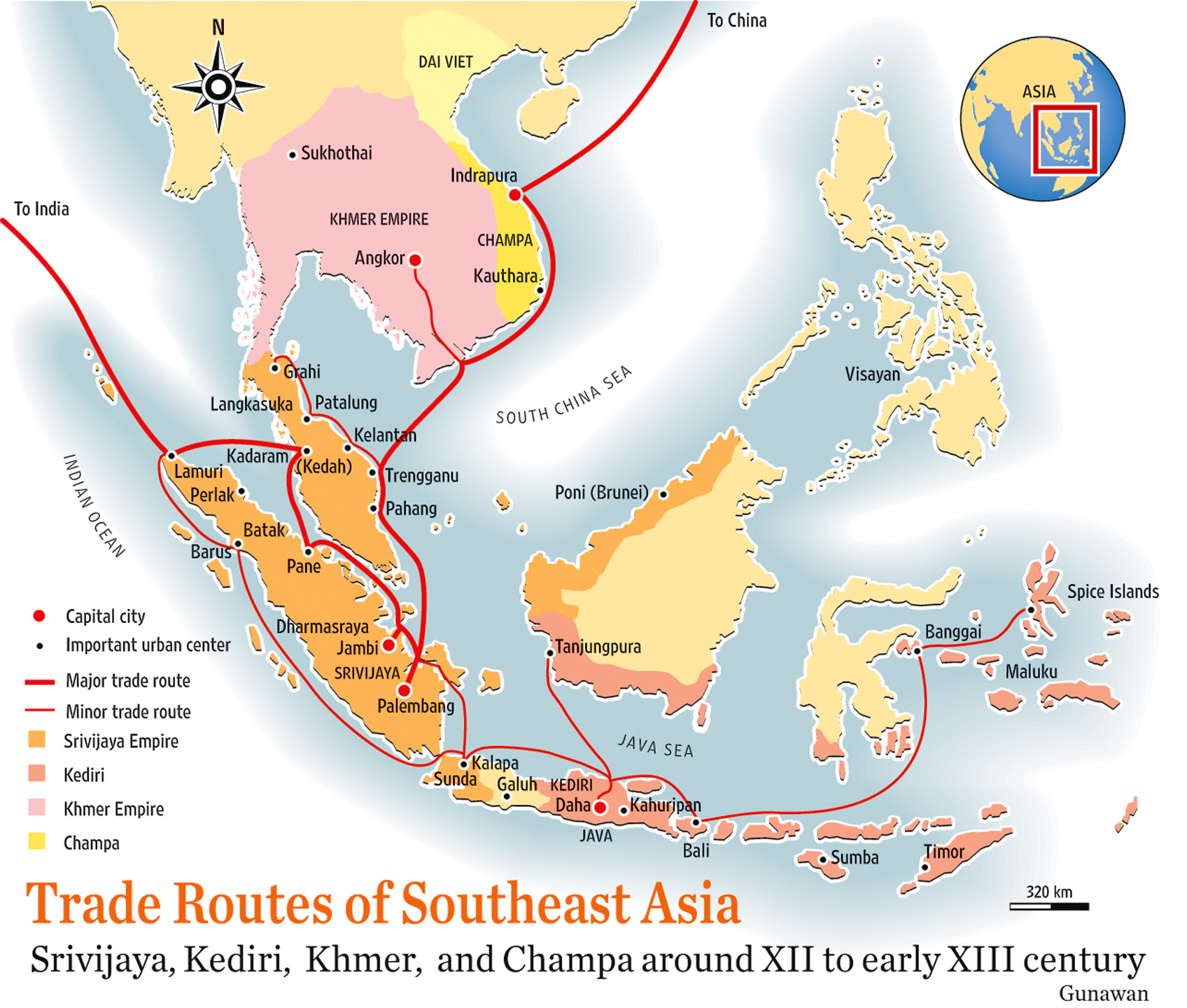
Vermutete Herrschaftsgebiete und Einflusssphären in Südostasien im 12. und frühem 13. Jahrhundert

Das Königreich Kediri existierte im 11. bis 12. Jahrhundert neben dem Srivijaya-Reich mit Sitz auf Sumatra und unterhielt offenbar Handelsbeziehungen mit China und in gewissem Maße auch mit Indien.  Chinesische Berichte identifizieren dieses Königreich als Tsao-wa oder Chao-wa (Java).  Die Zahl der chinesischen Aufzeichnungen weist darauf hin, dass chinesische Entdecker und Händler dieses Königreich häufig besuchten. Die Beziehungen zu Indien waren kultureller Natur, da mehrere javanische Rakawi (Dichter oder Gelehrte) Literatur schrieben, die von der Mythologie, dem Glauben und den Epen des Hinduismus wie Mahabharata und Ramayana inspiriert war.
Im 11. Jahrhundert begann die Hegemonie von Srivijaya im indonesischen Archipel zu schwinden, was durch Rajendra Cholas Invasion auf der malaiischen Halbinsel und Sumatra gekennzeichnet war. Das Chola-Königreich von der südindischen Koromandelküste eroberte Kedah von Srivijaya. Die Schwächung der Srivijaya-Hegemonie hat die Bildung regionaler Königreiche wie Kediri ermöglicht, die eher auf Landwirtschaft als auf Handel basierten. Später gelang es Kediri, die Gewürzhandelsrouten nach Maluku zu kontrollieren.
Laut einer chinesischen Quelle im um 1225 verfassten Buch Chu-fan-chi beschrieb Chou Ju-kua, dass es im südostasiatischen Archipel zwei mächtige und reiche Königreiche gab: Srivijaya und Java (Kediri).  Auf Java stellte er fest, dass die Menschen zwei Religionen angehören: dem Buddhismus und der Religion der Brahmanen (Hinduismus). Die Menschen in Java waren mutig und aufbrausend und wagten es, sich zu wehren.  Ihre Lieblingsbeschäftigungen waren Hahnenkämpfe und Schweinekämpfe. Die Münzen wurde aus einer Mischung aus Kupfer, Silber und Zinn hergestellt.
Das Buch Chu-fan-chi (deutsch Berichte von fremden Völkern) erwähnt, dass Java (Kediri) von einem Maharadscha regiert wurde, der auch über mehrere Außenbesitzungen herrschte: Pai-hua-yuan (Pacitan), Ma-tung (Medang), Ta-pen (Tumapel, heute Malang). Hi-ning (Dieng), Jung-ya-lu (Hujung Galuh, heute Surabaya), Tung-ki (Jenggi, Westneuguinea), Takang (Sumba), Huang-ma-chu (Südwest-Papua), Ma-Li (Bali), Kulun (Gurun oder Sorong), Tan-jung-wu-lo (Tanjungpura auf Borneo), Ti-wu (Timor), Pingya-i (Banggai auf Sulawesi) und Wu-nu-ku (Maluku). Ob diese Gebiete Teil des Reiches (wie indonesische Quellen es gerne bezeichnen, mit Blick auf Osttimor und Westneuguinea), tributpflichtige Reiche oder nur Handelsposten waren, ist unklar. Dieselbe Quelle spricht zum Beispiel für Ti-wu/Timor von einem eigenen Herrscher. Archäologische Belege fehlen.

## Untergang Kediris
Das Königreich Kediri brach während der Herrschaft von Kertajaya zusammen, was in dem Epen Pararaton und Nagarakretagama erzählt wird. Im Jahr 1222 kämpfte Kertajaya gegen die Brahmanen.  Dann baten die Brahmanen um Schutz von Ken Arok aus Tumapel. Ken Arok strebt ebenfalls die Befreiung von Tumapel an, einem Kediri untergeordneten Gebiet. Der Höhepunkt der Schlacht zwischen Kediri und Tumapel ereignete sich in der Nähe des Dorfes Ganter (Genter) im Osten des Königreichs Kediri. Den Truppen von Ken Arok gelang es, die Truppen von Kertajaya zu vernichten. Damit endete die Ära des Kediri-Königreichs, das fortan zum Vasallen von Tumapel oder Singhasari wurde. Nachdem Ken Arok Kertajaya besiegt hatte, wurde Kediri ein Gebiet unter der Herrschaft von Singhasari. Ken Arok ernannte Jayasabha, den Sohn von Kertajaya, zum Regenten von Kediri. Im Jahr 1258 nannte der schwindende Jayasabha Sastrajaya zum Nachfolger. Im Jahr 1271 folgte Jayakatwang auf Sastrajaya.
Im Jahr 1292 rebellierte Jayakatwang unter der Führung von Kertanegara gegen Singhasari, weil sein Vorfahr Kertajaya in der Vergangenheit von Ken Arok besiegt worden war. Nachdem er Kertanegara erfolgreich getötet hatte, baute Jayakatwang das Königreich Kediri wieder auf, hielt jedoch aufgrund eines gemeinsamen Angriffs der Truppen des Mongolenreichs und der Truppen von Raden Wijaya, die später Majapahit gründeten, nur ein Jahr durch.